# Uncaria gambir
Pour les articles homonymes, voir Gambier.
Espèce
Classification phylogénétique
Uncaria gambir, le gambier ou gambir, est une espèce de plantes à fleurs de la famille des Rubiaceae. C'est une plante grimpante ligneuse des régions tropicales d'Asie du Sud-Est.

## Utilisation
L'extrait des feuilles et des tiges du gambier est utilisé pour aromatiser le bétel à mâcher, pour tanner le cuir et comme teinture. Le gambier est aussi une plante médicinale aux propriétés toniques et astringentes que l'on utilise pour traiter, entre autres, les brûlures, la diarrhée, la toux, les maux de gorge et les ulcères. La plante contient de l'acide tannique et de la catéchine.